# Игнатов, Александр Александрович
Александр Александрович Игнатов (20 июня 1974) — туркменский футболист, защитник и полузащитник, имеющий также российское гражданство. Выступал за сборную Туркменистана.

## Биография

### Клубная карьера
В начале карьеры выступал за ашхабадский «Копетдаг», становился чемпионом (1997/98) и призёром чемпионата страны. Также недолгое время в 2000 году играл за «Нису».
В 2001 году перешёл в российский клуб «Волгарь-Газпром» (Астрахань). В своём первом сезоне провёл 7 матчей в первом дивизионе, на следующий год тоже был в заявке клуба, но на поле не выходил. В 2003 году играл во втором дивизионе за ставропольское «Динамо», провёл 12 матчей.
В 2003 году вернулся в «Копетдаг», где выступал до конца карьеры, команда в этот период испытывала финансовые проблемы и уже не была лидером туркменского футбола, занимая места в нижней части таблицы.

### Карьера в сборной
В национальной сборной Туркменистана дебютировал 25 ноября 1996 года в матче против Ирана. Свой первый гол забил 16 февраля 2000 года в ворота сборной Бутана. Всего в составе сборной Туркменистана в 1996—2001 годах сыграл 17 матчей и забил один гол.